# Xã Pleasant, Quận Harvey, Kansas
Xã Pleasant (tiếng Anh: Pleasant Township) là một xã thuộc quận Harvey, tiểu bang Kansas, Hoa Kỳ. Năm 2010, dân số của xã này là 400 người.